# Visión premonitoria de fray Pedro de Salamanca
Visión premonitoria de fray Pedro de Salamanca es una obra de Francisco de Zurbarán, perteneciente a una serie de ocho pinturas de este pintor, en la sacristía del Real Monasterio de Santa María de Guadalupe. 

## Introducción
En 1638, Zurbarán pintó —para el Monasterio de Guadalupe— la Misa del padre Cabañuelas, demostrando su destreza y su capacidad para representar temas inéditos.Al año siguiente se le encargaron a Zurbarán otros siete lienzos para dicha institución, siendo la presente obra uno de ellos. El contrato para estas obras fue firmado en Sevilla el 2 de marzo de 1639, entre el pintor y Fray Felipe de Alcalá, representante del prior del monasterio.
Para representar los episodios de esta serie pictórica, Zurbarán se basó principalmente en la Historia de la Orden de los Jerónimos, publicada en 1600 por fray José de Sigüenza.

## Tema de la obra
Se desconoce la fecha y el lugar de nacimiento de Pedro de Salamanca pero, según las crónicas y la cartela que acompaña al lienzo, falleció el año 1479 en el monasterio de Guadalupe. Antes de su ingreso en la Orden de san Jerónimo, Pedro ejercía el oficio de tejedor. Fue admitido en el Monasterio por fray Juan Serrano, cuarto prior y sobrino del obispo Juan Serrano.
Después de su ingreso, fray Pedro continuó ejerciendo su oficio en la tejeduría del monasterio. El hecho más importante de su vida tuvo lugar el año 1458 cuando —una noche cerca de las cuatro— vio un misterioso resplandor en las torres del monasterio . Pedro avisó a otro fraile para que viera el prodigio, que fue interpretado como la premonición de un próximo gran derramamiento de sangre. Cabe mencionar que el 24 de octubre de este año, ganó Alfonso V de Portugal la batalla de Alcazarseguir, con grandes pérdidas humanas en ambos bandos.

## Descripción de la obra

#### Datos técnicos y registrales
- Pintura al óleo sobre lienzo, 290 x 222 cm;
- Datación: 1639;
- No está firmado, pero en el reverso de la obra aparece varias veces la fecha 1639;[6]
- Bajo el cuadro consta un verso laudatorio, con la fecha de fallecimiento del fraile;
- Restaurado en 1965-1966 en el ICR de Madrid;
- Catalogado por Odile Delenda con el número 147 y por Tiziana Frati con el 280.[7]

#### Análisis de la obra
La composición —centrada en el prodigio— presenta unas arquitecturas esquematizadas, que evocan el claustro y las torres del monasterio. En la parte izquierda, hay una columna dórica que reposa sobre un pedestal cuadrado. Los dos monjes ocupan un cuarto de la superficie del lienzo, en la parte derecha, en un triángulo delimitado por diagonales. La negrura nocturna se ilumina con llamaradas rojizas muy conseguidas, que aclaran la fachada del monasterio. Zurbarán —poco propenso a pintar actitudes gesticulantes— prefería dotar a sus personajes de gestos simples y expresiones adecuadas, logrando de esta forma una mayor fuerza elocuente. El presente lienzo es una magnífica muestra de esta cualidad del pintor. El monje de más edad está representado de perfil, mientras que l monje visionario, casi de frente, tiene una expresión alucinada, de una enorme sensibilidad y espiritualidad, y su estupor esta sobriamente representado por su boca abierta y las manos separadas, iluminadas por un misterioso resplandor rojizo.

## Procedencia
1. Ha permanecido siempre in situ, en la sacristía del Real Monasterio de Santa María de Guadalupe,